# Claude Krief
Pour les articles homonymes, voir Krief.
Claude Krief, né le 21 mars 1927 à Oran (Algérie française) et mort le 9 février 1969 à Saint-Cloud, est un journaliste français.
Claude Krief suit des études de philosophie et conçoit son entrée à L'Express comme une « parenthèse journalistique » dans sa préparation de l’agrégation de philosophie. Intégrant le service de Jean Daniel par le biais de Robert Barrat, il couvre l’Afrique du Nord et tout particulièrement l’Algérie où il a de nombreux amis parmi ceux qui aspirent à une Algérie laïque, multiraciale et révolutionnaire. Les professeurs Marcel Domerc et André Mandouze, les peintres Nallard et de Maisonseul, le romancier Kateb Yacine ou le poète Jean Sénac en font partie avec Jean Daniel.
Mais, excluant à la fois le sectarisme et la complaisance, il se détourne de la révolution algérienne lorsqu'elle trahit ses promesses originelles. Refusant d’appartenir  à ses « suiveurs inconditionnels », il cesse tout article sur la question. De même, alors qu’il a pour amis « tous les jeunes révolutionnaires algériens » parvenus au pouvoir, il voit dans l’indulgence qui amène à « accepter n’importe quoi d’un ami parce qu’il était arabe » une « sorte de racisme à rebours ». 
Suivant son ami Jean Daniel au Nouvel Observateur, il prend officieusement en charge le service « Événement », qui regroupe la rubrique politique, économique et internationale.
Lors de la campagne présidentielle de 1965, il est un des seuls de la rédaction à défendre l’ouverture vers le centre incarnée par la candidature Defferre contre l’alliance avec le PCF soutenue notamment par Michel Bosquet.